# أليكس سانشيز
أليكس سانشيز (بالإنجليزية: Alex Sánchez)‏ (5 يونيو 1973 ببونس، بورتوريكو في الولايات المتحدة - ) هو ملاكم أمريكي، صنّف ضمن فئة Mini flyweight ‏.

## إحصائيات
خاض خلال مسيرته 40 نزالا، فاز في 31 وتعادل في 1 وخسر في 8. فاز بالضربة القاضية في 21 نزالا.

## روابط خارجية
- أليكس سانشيز على موقع بوكس ريك (الإنجليزية) (registration required)